# Modła (Ustka)
Modła (deutsch Muddel) ist ein Dorf im Powiat Słupski (Kreis Stolp) der polnischen Woiwodschaft Pommern.

## Geographische Lage
Das Dorf liegt in Hinterpommern, etwa sechs Kilometer südwestlich der Hafenstadt Ustka (Stolpmünde) und zwei Kilometer nordwestlich des Kirchdorfs Duninowo (Dünnow) am Muddelsee.

## Geschichte
Modła wurde in Form eines kleinen Sackgassendorfs angelegt. Im Jahr 1355 erhielt Friedrich Krümmel die Güter Dünnow, Lindow, Muddel, Horst und Starkow als Lehen im Tausch gegen Sylcksdorf, das er zuvor als Lehen besessen hatte. 1523 wird Christoff Krummell myt synen Brodern tho Muddel genannt. Als das Geschlecht der Krümmel nach 250 Jahren erlosch, fielen die Dörfer Dünnow, Lindow und Muddel Angehörigen der Familie Below zu, die Lehensbriefen zufolge, die gesamte Hand an den ehemaligen Krümmelschen Lehen erlangten. Die Belows haben die drei Güter im Zeitraum von 1610 bis 1843 besessen. Muddel, das zuvor zum Landkreis Schlawe gehört hatte, wurde im Jahr 1876 in den Landkreis Stolp eingegliedert. Im Jahr 1784 gab es in Muddel ein Vorwerk, drei Kossäten, einen Schulmeister, am Muddelschen Strand einige Fischerkaten und insgesamt zwanzig Haushaltungen. Zu dem Zeitpunkt gehörte das Dorf den Gebrüdern Ernst Bogislav und Carl Wilhelm von Below.  Vor 1823 lebten in den Fischerkaten am Muddeler Strand 53 Einwohner. 1843 verkaufte Karl Friedrich Wilhelm von Below die Güter Dünnow, Lindow und Muddel an den Gutsbesitzer Otto Frankenstein, der sie 1857 an den Herzog Alfred von Croÿ weiterverkaufte. Frankenstein pachtete die Güter anschließend von dem Herzog, um sie weiter zu bewirtschaften. Nach ihm pachtete sein Schwiegersohn, der Ökonomierat Leo Scheunemann, die Güter. Von 1904 bis 1945 war dessen ältester Sohn Bernhard Scheunemann Pächter der Güter Dünnow, Lindow und Muddel, die er von Dünnow aus verwaltete.
Im Jahr 1925 standen in Muddel 37 Wohngebäude. Im Jahr 1939 wurden 194 Einwohner in 50 Haushaltungen gezählt. Außer dem Gut gab es in Muddel 36 landwirtschaftliche Betriebe.
Vor Ende des Zweiten Weltkriegs gehörte Muddel zum Landkreis Stolp, Regierungsbezirk Köslin, der Provinz Pommern.  Die Gemeindefläche war 741 Hektar groß. In der Gemeinde Muddel gab es neben dem Dorf Muddel den Wohnplatz Muddelstrand. 
Gegen Kriegsende wurde Muddel am 8. März 1945 von der Sowjetarmee besetzt.  Die meisten Einwohner waren im Dorf geblieben; nur wenigen Familien war es zuvor gelungen, von Stolpmünde aus mit dem Schiff zu entkommen. Da Muddel im sowjetischen militärischen Sperrgebiet an der Ostsee lag, mussten die Dorfbewohner die Ortschaft am 30. März 1945 vorübergehend verlassen. Als sie nach acht Wochen zurückkehren durften, fanden sie die Gehöfte und Wohnungen ausgeplündert vor. Das sowjetische Militär behielt den  Schießplatz Stolpmünde bis zum 1. Januar 1947 in Besitz. Im Sommer 1945 wurde Muddel von polnischen Truppen besetzt. Am 8. Februar 1946 erschienen im Ortsteil Muddelstrand die ersten polnischen Zivilisten, die die Wohnungen und Höfe der Einheimischen übernahmen. Im Sommer 1946 begann die Vertreibung der Dorfbewohner, die von den Polen etappenweise vorgenommen wurde und bis zum 17. September 1947 andauerte.
Später sind in der Bundesrepublik Deutschland 87 und in der DDR 53 aus Muddel gekommene Dorfbewohner ermittelt worden.
Das Dorf hat heute etwa 40 Einwohner.

### Kirche
Die vor 1945 in Muddel lebenden Dorfbewohner waren evangelisch. Muddel gehörte zum Kirchspiel Dünnow und damit zum Kirchenkreis Stolp-Stadt.

### Schule
Vor 1945 verfügte Muddel über eine Volksschule. Diese war im Jahr 1932 einstufig; ein einzelner Lehrer unterrichtete dort zu diesem Zeitpunkt 25 Schulkinder.

## Verweise